# Ordre de la Libération

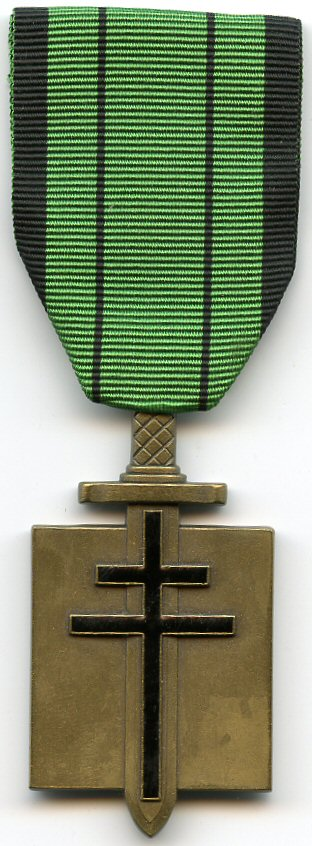
Vorderseite

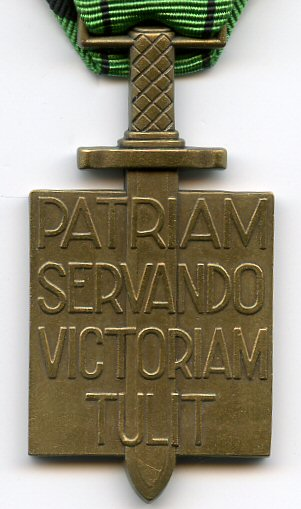
Rückseite

Der Ordre de la Libération wurde durch den Führer des Freien Frankreich und späteren französischen Staatspräsidenten General Charles de Gaulle per Dekret Nr. 7 am 16. November 1940 in Brazzaville gestiftet. Er war zur Auszeichnung von Personen, Militäreinheiten, Gemeinden und Institutionen vorgesehen, die sich um die Befreiung Frankreichs und seiner Kolonien während des Zweiten Weltkriegs außergewöhnliche Verdienste erworben hatten.
Die mit dem Orden beliehenen Personen, Militäreinheiten, Gemeinden und Institutionen dürfen sich Compagnon de la Libération nennen.

## Geschichte
Ein Rat, der Conseil de l’Ordre de la Libération, bestehend aus fünf Mitgliedern, beriet über die Aufnahme neuer Mitglieder und war für die Ordensangelegenheiten verantwortlich. Georges Thierry d’Argenlieu war von 1941 bis 1958 erster Kanzler. Ihm folgten:
- Joseph Ingold (1958 bis 1962)
- Claude Hettier de Boislambert (1962 bis 1978)
- Jean Simon (1978 bis 2002)
- Alain de Boissieu (2002 bis 2006)
- Pierre Messmer (2006 bis 2007)
- François Jacob (2007 bis 2011)
- Fred Moore (2011 bis 2012)

Per Dekret wurde die Verleihung des Ordens am 23. Januar 1946 eingestellt. De Gaulle in seiner Funktion als Großmeister des Ordens machte aber zwei Ausnahmen und verlieh am 18. Juni 1958 Winston Churchill und am 2. April 1960 König Georg VI. den Ordre de la Libération. Insgesamt erfolgten 1.059 Verleihungen, davon fünf an französische Gemeinden (Grenoble, Nantes, Paris, Vassieux-en-Vercors, Île de Sein) und 18 an Militäreinheiten. 271 Verleihungen wurden posthum ausgesprochen.
Nach dem Ableben de Gaulles verständigte man sich darauf, keinen neuen Großmeister einzusetzen.
Der letzte noch lebende Ordensangehörige war der Offizier und Politiker Hubert Germain, der am 12. Oktober 2021 im Alter von 101 Jahren verstarb.

## Ordensklassen
Der Orden besteht aus nur einer Klasse.

## Ordensdekoration
Das Ordenszeichen ist aus Bronze gefertigt und zeigt eine kleine quadratische Platte, auf der senkrecht ein Schwert aufliegt. Der Schwertgriff und die -spitze ragen über die Platte hinaus. Auf der Scheide des Schwertes liegt ein schwarzes Lothringer Kreuz auf. Statt des Lothringer Kreuzes ist auf der Rückseite die vierzeilige Inschrift PATRIAM SERVANDO VICTORIAM TULIT (Durch Dienst am Vaterland verhalf er ihm zum Sieg) zu lesen.

## Trageweise
Getragen wird der Ordre de la Libération an einem hellgrünen Band mit zwei schmalen schwarzen Mittel- und einem breiten Randstreifen auf der linken Brustseite. Die Farben symbolisieren die Hoffnung und die Trauer des Landes.

## Besonderheit
Charles de Gaulle erhielt aufgrund seiner einzigartigen Verdienste um Frankreich am 31. August 1947 eine Collane verliehen. Diese Collane besteht abwechselnd aus grün emaillierten Lothringer Kreuzen und paarweise gravierte Kettengliedern. Darauf sind die Namen der französischen Kolonien verzeichnet: Afrique équatoriale française, Nouvelles Hébrides, Cameroun, Nouvelle-Calédonie, Océanie, Guyane, Indes, Levant, Somalis, La Réunion, Saint-Pierre-et-Miquelon, Madagascar, Afrique occidentale française, Indochine, Afrique du Nord, Antilles.
An der Collane hängt ein hochovales Medaillon, das das Ordenszeichen zeigt, das von strahlenden Flammen umgeben ist. Über dem Medaillon zwei nach unten gekreuzte Schwerter und ein halbrund geformtes Kettenglied mit der Ordensdevise PATRIAM SERVANDO VICTORIAM TULIT als Inschrift.